# Liste der Stolpersteine in Hennef

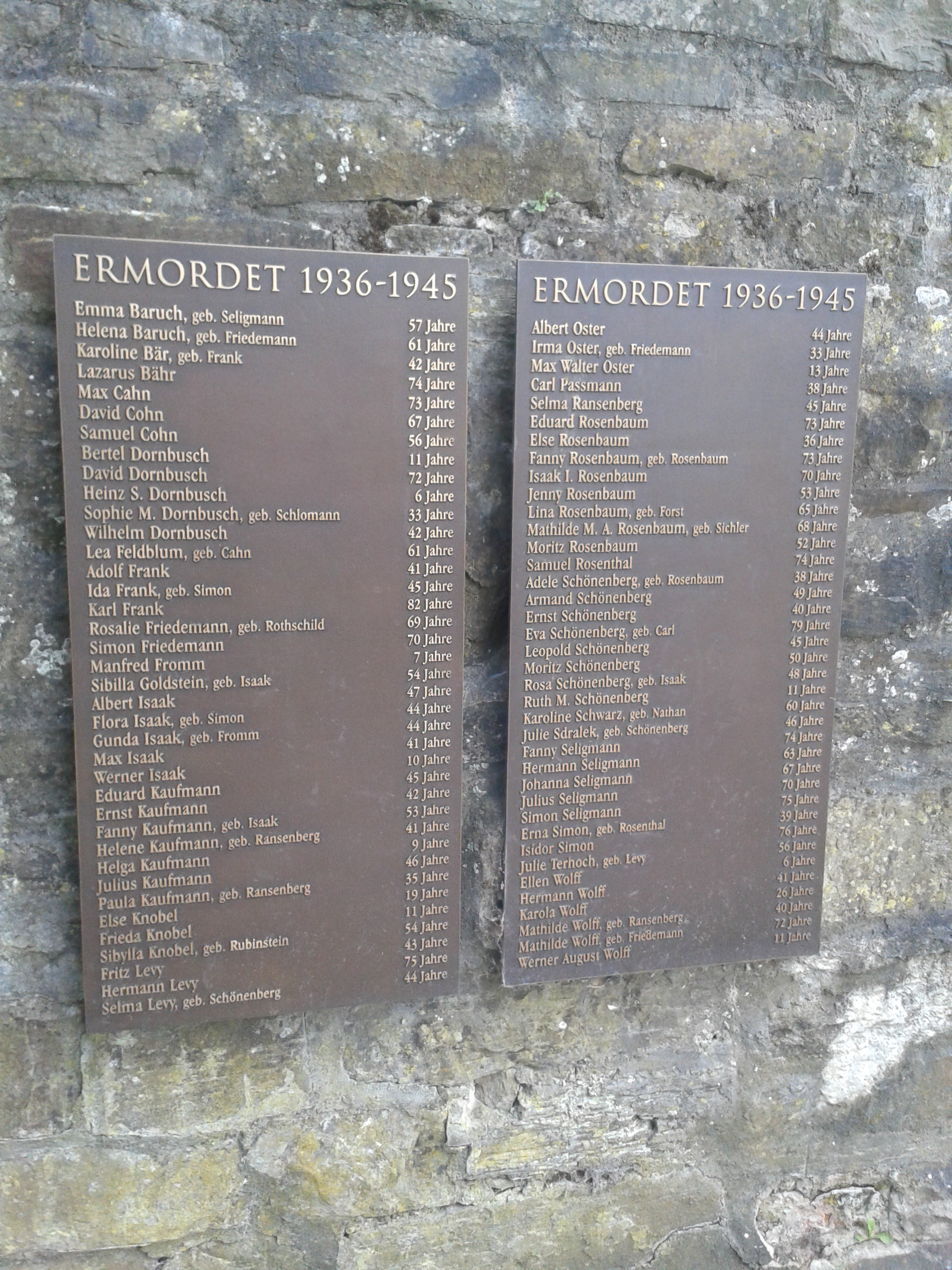
Gedenktafel (Sövener Straße 5, Hennef)

In der Liste der Stolpersteine in Hennef (Sieg) werden die vorhandenen Gedenksteine aufgeführt, die im Rahmen des Projektes Stolpersteine des Künstlers Gunter Demnig im Gedenken an verfolgte oder ermordete Opfer des Nationalsozialismus in Hennef (Sieg) bisher verlegt worden sind.

Seit dem Jahr 2008 erinnern am Denkmal der im Jahr 1938 zerstörten Synagoge in der Sövener Straße 5 zwei Gedenktafeln an die in den Jahren 1936 bis 1945 ermordeten jüdischen Bürger der Stadt Hennef.

## Verlegte Stolpersteine
| Adresse | Name                      | Inschrift | Verlegedatum     | Bild | Biografische Anmerkung |
| --- | ------------------------- | --- | ---------------- | --- | --- |
| Auf dem Komp 8 (Standort)                                                                                     | Fanny Seligmann           | Hier wohnte Fanny Seligmann | 11. Sep. 2018    | Bild gesucht Die Wikipedia wünscht sich an dieser Stelle ein Bild vom Ort mit diesen Koordinaten 50.745334 7.263543 . Motiv: Auf dem Komp 8: die Stolpersteine für die Familie Seligmann, die Lage und das Haus Falls du dabei helfen möchtest, erklärt die Anleitung , wie das geht. BW             | |
| Auf dem Komp 8 (Standort)                                                                                     | Julius Seligmann          | Hier wohnte Julius Seligmann | 11. Sep. 2018    | Bild gesucht Die Wikipedia wünscht sich an dieser Stelle ein Bild vom hier behandelten Ort. Weitere Infos zum Motiv findest du vielleicht auf der Diskussionsseite . Falls du dabei helfen möchtest, erklärt die Anleitung , wie das geht. BW                                                        | |
| Auf dem Komp 8 (Standort)                                                                                     | Johanna Seligmann         | Hier wohnte Johanna Seligmann | 11. Sep. 2018    | Bild gesucht Die Wikipedia wünscht sich an dieser Stelle ein Bild vom hier behandelten Ort. Weitere Infos zum Motiv findest du vielleicht auf der Diskussionsseite . Falls du dabei helfen möchtest, erklärt die Anleitung , wie das geht. BW                                                        | |
| Bergstraße 22a (Standort)                                                                                     | David Dornbusch           | Hier wohnte David Dornbusch Jg. 1870 deportiert 1942 Theresienstadt ermordet in Treblinka                                                                | 8. Sep. 2021     | Bild gesucht Die Wikipedia wünscht sich an dieser Stelle ein Bild vom Ort mit diesen Koordinaten 50.77081 7.269381 . Motiv: Bergstraße 22a: der Stolperstein für David Dornbusch, die Lage und das Haus Falls du dabei helfen möchtest, erklärt die Anleitung , wie das geht. BW                     | |
| Bergstraße 31 (Standort)                                                                                      | Sibilla Goldstein         | Hier wohnte Sibilla Goldstein geb. Isaak Jg. 1887 deportiert 1941 Lodz/Litzmannstadt 1942 Chelmno/Kulmhof ermordet Sept. 1942                            | 8. Sep. 2021     | Bild gesucht Die Wikipedia wünscht sich an dieser Stelle ein Bild vom Ort mit diesen Koordinaten 50.771017 7.269482 . Motiv: Bergstraße 31: der Stolperstein für Sibilla Goldstein, die Lage und das Haus Falls du dabei helfen möchtest, erklärt die Anleitung , wie das geht. BW                   | |
| Bergstraße 37 (Standort)                                                                                      | Adolf Frank               | Hier wohnte Adolf Frank Jg. 1901 'Schutzhaft' 1938 Dachau deportiert 1942 Minsk ermordet in Maly Trostinec                                               | 8. Sep. 2021     | Bild gesucht Die Wikipedia wünscht sich an dieser Stelle ein Bild vom Ort mit diesen Koordinaten 50.770872 7.269366 . Motiv: Bergstraße 37: die Stolpersteine, deren Lage und das Haus Falls du dabei helfen möchtest, erklärt die Anleitung , wie das geht. BW                                      | |
| Bergstraße 37 (Standort)                                                                                      | Ida Frank                 | Hier wohnte Ida Frank geb. Simon Jg. 1896 deportiert 1942 Minsk ermordet in Maly Trostinec                                                               | 8. Sep. 2021     | Bild gesucht Die Wikipedia wünscht sich an dieser Stelle ein Bild vom hier behandelten Ort. Weitere Infos zum Motiv findest du vielleicht auf der Diskussionsseite . Falls du dabei helfen möchtest, erklärt die Anleitung , wie das geht. BW                                                        | |
| Bergstraße 37 (Standort)                                                                                      | Isidor Simon              | Hier wohnte Isidor Simon Jg. 1865 interniert 1941 Lager Much deportiert 1942 Minsk ermordet in Maly Trostinec                                            | 8. Sep. 2021     | Bild gesucht Die Wikipedia wünscht sich an dieser Stelle ein Bild vom hier behandelten Ort. Weitere Infos zum Motiv findest du vielleicht auf der Diskussionsseite . Falls du dabei helfen möchtest, erklärt die Anleitung , wie das geht. BW                                                        | |
| Bergstraße 37 (Standort)                                                                                      | Flora Isaak               | Hier wohnte Flora Isaak Jg. 1898 interniert 1941 Lager Much deportiert 1942 Minsk ermordet in Maly Trostinec                                             | 8. Sep. 2021     | Bild gesucht Die Wikipedia wünscht sich an dieser Stelle ein Bild vom hier behandelten Ort. Weitere Infos zum Motiv findest du vielleicht auf der Diskussionsseite . Falls du dabei helfen möchtest, erklärt die Anleitung , wie das geht. BW                                                        | |
| Bergstraße 37 (Standort)                                                                                      | Werner Isaak              | Hier wohnte Werner Isaak Jg. 1931 interniert 1941 Lager Much deportiert 1942 Minsk ermordet in Maly Trostinec                                            | 8. Sep. 2021     | Bild gesucht Die Wikipedia wünscht sich an dieser Stelle ein Bild vom hier behandelten Ort. Weitere Infos zum Motiv findest du vielleicht auf der Diskussionsseite . Falls du dabei helfen möchtest, erklärt die Anleitung , wie das geht. BW                                                        | |
| Bonner Straße 1 (Standort)                                                                                    | Simon Friedemann          | Hier wohnte Simon Friedemann Jg. 1872 1941 Lager Much deportiert 1942 Theresienstadt ermordet in Treblinka                                               | 8. Sep. 2021     | Bild gesucht Die Wikipedia wünscht sich an dieser Stelle ein Bild vom Ort mit diesen Koordinaten 50.769968 7.297095 . Motiv: Bonner Straße 1: die Stolpersteine für die Familien Friedemann und Levy, die Lage und das Haus Falls du dabei helfen möchtest, erklärt die Anleitung , wie das geht. BW | |
| Bonner Straße 1 (Standort)                                                                                    | Rosalie Friedemann        | Hier wohnte Rosalie Friedemann geb. Rothschild Jg. 1873 1941 Lager Much deportiert 1942 Theresienstadt ermordet in Treblinka                             | 8. Sep. 2021     | Bild gesucht Die Wikipedia wünscht sich an dieser Stelle ein Bild vom hier behandelten Ort. Weitere Infos zum Motiv findest du vielleicht auf der Diskussionsseite . Falls du dabei helfen möchtest, erklärt die Anleitung , wie das geht. BW                                                        | |
| Bonner Straße 1 (Standort)                                                                                    | Albert Oster              | Hier wohnte Albert Oster Jg. 1898 deportiert 1942 Minsk ermordet in Maly Trostinec                                                                       | 8. Sep. 2021     | Bild gesucht Die Wikipedia wünscht sich an dieser Stelle ein Bild vom hier behandelten Ort. Weitere Infos zum Motiv findest du vielleicht auf der Diskussionsseite . Falls du dabei helfen möchtest, erklärt die Anleitung , wie das geht. BW                                                        | |
| Bonner Straße 1 (Standort)                                                                                    | Irma Oster                | Hier wohnte Irma Oster geb. Friedemann Jg. 1909 deportiert 1942 Minsk ermordet in Maly Trostinec                                                         | 8. Sep. 2021     | Bild gesucht Die Wikipedia wünscht sich an dieser Stelle ein Bild vom hier behandelten Ort. Weitere Infos zum Motiv findest du vielleicht auf der Diskussionsseite . Falls du dabei helfen möchtest, erklärt die Anleitung , wie das geht. BW                                                        | |
| Bonner Straße 1 (Standort)                                                                                    | Walter Max Oster          | Hier wohnte Walter Max Oster Jg. 1928 deportiert 1942 Minsk ermordet in Maly Trostinec                                                                   | 8. Sep. 2021     | Bild gesucht Die Wikipedia wünscht sich an dieser Stelle ein Bild vom hier behandelten Ort. Weitere Infos zum Motiv findest du vielleicht auf der Diskussionsseite . Falls du dabei helfen möchtest, erklärt die Anleitung , wie das geht. BW                                                        | |
| Bonner Straße 69 Die Steine liegen vor der Zufahrt neben dem Haus 69 (Standort)                               | Lina Rosenbaum            | Hier wohnte Lina Rosenbaum geb. Forst Jg. 1877 deportiert 1942 Schicksal unbekannt                                                                       | 19. März 2013    | Stolperstein Hennef Bonner Straße 71 Lina Rosenbaum | geboren am 8. November 1877 in Lütz / Cochem |
| Bonner Straße 69 Die Steine liegen vor der Zufahrt neben dem Haus 69 (Standort)                               | Ernst Schönenberg         | Hier wohnte Ernst Schönenberg Jg. 1902 deportiert 1942 Maly Trostinez ermordet 24.7.1942                                                                 | 19. März 2013    | Stolperstein Hennef Bonner Straße 71 Ernst Schönenberg | geboren am 17. April 1902 in Geistingen |
| Bonner Straße 69 Die Steine liegen vor der Zufahrt neben dem Haus 69 (Standort)                               | Adele Schönenberg         | Hier wohnte Adele Schönenberg geb. Rosenbaum Jg. 1904 deportiert 1942 Maly Trostinez ermordet 24.7.1942                                                  | 19. März 2013    | Stolperstein Hennef Bonner Straße 71 Adele Schönenberg | geboren am 31. Mai 1904 in Geistingen |
| Bonner Straße 69 Die Steine liegen vor der Zufahrt neben dem Haus 69 (Standort)                               | Ruth Schönenberg          | Hier wohnte Ruth Schönenberg Jg. 1931 deportiert 1942 Maly Trostinez ermordet 24.7.1942                                                                  | 19. März 2013    | Stolperstein Hennef Bonner Straße 71 Ruth Schönenberg | geboren am 27. Februar 1931 in Geistingen |
| Bonner Straße 71 (Standort) Die Stolpersteine liegen vor dem Haus mit der jetzigen Anschrift Bonner Straße 69 | Mathilde Wolff            | Hier wohnte Mathilde Wolff geb. Friedemann Jg. 1870 deportiert 1942 Theresienstadt tot 18.6.1942                                                         | 19. März 2013    | Stolperstein Hennef Bonner Straße 69 Mathilde Wolff geborene Friedemann | geboren am 21. April 1870 in Rott |
| Bonner Straße 71 (Standort) Die Stolpersteine liegen vor dem Haus mit der jetzigen Anschrift Bonner Straße 69 | Hermann Wolff             | Hier wohnte Hermann Wolff Jg. 1900 deportiert 1942 Maly Trostinez ermordet 24.7.1942                                                                     | 19. März 2013    | Stolperstein Hennef Bonner Straße 69 Hermann Wolff | Hermann Wolff (geboren am 15. August 1900 in Wesseling) verlobte sich am 27. Oktober 1929 mit Mathilde Ransenberg und heiratete sie später. Das Paar hatte einen Sohn, Werner Wolff, geb. 4. März 1931 in Geistingen. Hermann Wolff wurde am 10. Oktober 1938 verhaftet und fünf Tage später ins KZ Dachau deportiert. Zwar kehrte er einen Monat später nach Hennef zurück, musste aber 1941 Zwangsarbeit bei der Firma Ersfeld & Co. leisten. Im selben Jahr erfolgte die Zwangsübersiedlung der Familie in ein sogenanntes „Judenhaus“ in der Bergstraße 37. Am 20. Juli 1942 wurde er gemeinsam mit seiner Frau und seinem 11-jährigen Sohn nach Minsk deportiert. Vier Tage später wurde die Familie im Vernichtungslager Maly Trostinez vom NS-Regime ermordet. |
| Bonner Straße 71 (Standort) Die Stolpersteine liegen vor dem Haus mit der jetzigen Anschrift Bonner Straße 69 | Mathilde Wolff            | Hier wohnte Mathilde Wolff geb. Ransenberg Jg. 1902 deportiert 1942 Maly Trostinez ermordet 24.7.1942                                                    | 19. März 2013    | Stolperstein Hennef Bonner Straße 69 Mathilde Wolff geborene Ransenberg | geboren am 8. März 1902 in Kalle / Meschede |
| Bonner Straße 71 (Standort) Die Stolpersteine liegen vor dem Haus mit der jetzigen Anschrift Bonner Straße 69 | Werner Wolff              | Hier wohnte Werner Wolff Jg. 1931 deportiert 1942 Maly Trostinez ermordet 24.7.1942                                                                      | 19. März 2013    | Stolperstein Hennef Bonner Straße 69 Werner Wolff | geboren am 4. Mai 1931 in Geistingen |
| Bonner Straße 71 (Standort) Die Stolpersteine liegen vor dem Haus mit der jetzigen Anschrift Bonner Straße 69 | Karola Wolff              | Hier wohnte Karola Wolff Jg. 1915 deportiert 1941 Lodz/Litzmannstadt tot 13.5.1945 Bergen-Belsen                                                         | 19. März 2013    | Stolperstein Hennef Bonner Straße 69 Karola Wolff | geboren am 24. September 1915 in Geistingen |
| Bonner Straße 78 (Standort)                                                                                   | Sybilla Knobel            | Hier wohnte Sybilla Knobel geb. Rubinstein Jg. 1888 interniert 1941 Lager Much deportiert 1942 Maly Trostinez ermordet 24.7.1942                         | 19. März 2013    | Stolperstein Hennef Bonner Straße 78 Sybilla Knobel | geboren am 21. Mai 1888 in Warschau |
| Bonner Straße 78 (Standort)                                                                                   | Frieda Knobel             | Hier wohnte Frieda Knobel Jg. 1930 interniert 1941 Lager Much deportiert 1942 Maly Trostinez ermordet 24.7.1942                                          | 19. März 2013    | Stolperstein Hennef Bonner Straße 78 Frieda Knobel | geboren am 1. Dezember 1930 in Allner |
| Bonner Straße 78 (Standort)                                                                                   | Else Knobel               | Hier wohnte Else Knobel Jg. 1922 deportiert 1942 ermordet in Sobibor                                                                                     | 19. März 2013    | Stolperstein Hennef Bonner Straße 78 Else Knobel | geboren am 18. Juli 1922 in Büchel / Cochem |
| Dambroicher Straße 22 (Standort)                                                                              | Ernst Kaufmann            | Hier wohnte Ernst Kaufmann | 11. Sep. 2018    | Bild gesucht Die Wikipedia wünscht sich an dieser Stelle ein Bild vom Ort mit diesen Koordinaten 50.746401 7.265333 . Motiv: Dambroicher Straße 22: die Stolpersteine für die Familie Kaufmann, die Lage und das Haus Falls du dabei helfen möchtest, erklärt die Anleitung , wie das geht. BW       | |
| Dambroicher Straße 22 (Standort)                                                                              | Paula Kaufmann            | Hier wohnte Paula Kaufmann | 11. Sep. 2018    | Bild gesucht Die Wikipedia wünscht sich an dieser Stelle ein Bild vom hier behandelten Ort. Weitere Infos zum Motiv findest du vielleicht auf der Diskussionsseite . Falls du dabei helfen möchtest, erklärt die Anleitung , wie das geht. BW                                                        | |
| Dambroicher Straße 22 (Standort)                                                                              | Helga Helene Kaufmann     | Hier wohnte Helga Helene Kaufmann | 11. Sep. 2018    | Bild gesucht Die Wikipedia wünscht sich an dieser Stelle ein Bild vom hier behandelten Ort. Weitere Infos zum Motiv findest du vielleicht auf der Diskussionsseite . Falls du dabei helfen möchtest, erklärt die Anleitung , wie das geht. BW                                                        | |
| Dambroicher Straße 61 (Standort)                                                                              | Eduard Kaufmann           | Hier wohnte Eduard Kaufmann | 11. Sep. 2018    | Bild gesucht Die Wikipedia wünscht sich an dieser Stelle ein Bild vom Ort mit diesen Koordinaten 50.745997 7.262418 . Motiv: Dambroicher Straße 61: die Stolpersteine für die Familie Kaufmann, die Lage und das Haus Falls du dabei helfen möchtest, erklärt die Anleitung , wie das geht. BW       | |
| Dambroicher Straße 61 (Standort)                                                                              | Helene Kaufmann           | Hier wohnte Helene Kaufmann | 11. Sep. 2018    | Bild gesucht Die Wikipedia wünscht sich an dieser Stelle ein Bild vom hier behandelten Ort. Weitere Infos zum Motiv findest du vielleicht auf der Diskussionsseite . Falls du dabei helfen möchtest, erklärt die Anleitung , wie das geht. BW                                                        | |
| Dambroicher Straße 61 (Standort)                                                                              | Julius Kaufmann           | Hier wohnte Julius Kaufmann | 11. Sep. 2018    | Bild gesucht Die Wikipedia wünscht sich an dieser Stelle ein Bild vom hier behandelten Ort. Weitere Infos zum Motiv findest du vielleicht auf der Diskussionsseite . Falls du dabei helfen möchtest, erklärt die Anleitung , wie das geht. BW                                                        | |
| Eitorfer Straße 50 (Standort)                                                                                 | Therese Müller            | Hier wohnte Therese Müller Jg. 1905 zwangssterilisiert 1935 eingewiesen 1941 Heilanstalt Bonn 'verlegt' 20.6.1941 Hadamar ermordet 20.6.1941 'Aktion T4' | 26. Jan. 2021    | Bild gesucht Die Wikipedia wünscht sich an dieser Stelle ein Bild vom Ort mit diesen Koordinaten 50.76023 7.369249 . Motiv: Eitorfer Straße 50: der Stolperstein für Therese Müller, die Lage und das Haus Falls du dabei helfen möchtest, erklärt die Anleitung , wie das geht. BW                  | |
| Frankfurter Straße 83 (Standort)                                                                              | Hermann Levy              | Hier wohnte Hermann Levy | 11. Sep. 2018    | Bild gesucht Die Wikipedia wünscht sich an dieser Stelle ein Bild vom Ort mit diesen Koordinaten 50.774474 7.286358 . Motiv: Frankfurter Straße 83: der Stolperstein für Hermann Levy, die Lage und das Haus Falls du dabei helfen möchtest, erklärt die Anleitung , wie das geht. BW                | |
| Geistinger Straße 35 (Standort)                                                                               | Eduard Rosenbaum          | Hier wohnte Eduard Rosenbaum Jg. 1869 1941 Lager Much deportiert 1942 Theresienstadt ermordet 27.8.1942                                                  | 28. Oktober 2005 | Stolperstein Hennef Geistinger Straße 35 Eduard Rosenbaum | geboren am 20. Februar 1869 in Geistingen |
| Geistinger Straße 35 (Standort)                                                                               | Fanny Rosenbaum           | Hier wohnte Fanny Rosenbaum geb. Rosenbaum Jg. 1870 1941 Lager Much deportiert 1942 Theresienstadt tot 1943                                              | 28. Oktober 2005 | Stolperstein Hennef Geistinger Straße 35 Fanny Rosenbaum | geboren am 8. Oktober 1870 in Geistingen |
| Sövener Straße 1 (Standort)                                                                                   | Wilhelm Dornbusch         | Hier wohnte Wilhelm Dornbusch Jg. 1899 'Schutzhaft' 1938 Dachau deportiert 1942 Minsk ermordet in Maly Trostinec                                         | 8. Sep. 2021     | Bild gesucht Die Wikipedia wünscht sich an dieser Stelle ein Bild vom Ort mit diesen Koordinaten 50.770521 7.269351 . Motiv: Sövener Straße 1: die Stolpersteine für die Familie Dornbusch, die Lage und das Haus Falls du dabei helfen möchtest, erklärt die Anleitung , wie das geht. BW           | |
| Sövener Straße 1 (Standort)                                                                                   | Sophie Marianne Dornbusch | Hier wohnte Sophie Marianne Dornbusch geb. Schlomann Jg. 1909 deportiert 1942 Minsk ermordet in Maly Trostinec                                           | 8. Sep. 2021     | Bild gesucht Die Wikipedia wünscht sich an dieser Stelle ein Bild vom hier behandelten Ort. Weitere Infos zum Motiv findest du vielleicht auf der Diskussionsseite . Falls du dabei helfen möchtest, erklärt die Anleitung , wie das geht. BW                                                        | |
| Sövener Straße 1 (Standort)                                                                                   | Barthel 'Bertel'Dornbusch | Hier wohnte Barthel 'Bertel' Dornbusch Jg. 1931 deportiert 1942 Minsk ermordet in Maly Trostinec                                                         | 8. Sep. 2021     | Bild gesucht Die Wikipedia wünscht sich an dieser Stelle ein Bild vom hier behandelten Ort. Weitere Infos zum Motiv findest du vielleicht auf der Diskussionsseite . Falls du dabei helfen möchtest, erklärt die Anleitung , wie das geht. BW                                                        | |
| Sövener Straße 1 (Standort)                                                                                   | Heinz Siegbert Dornbusch  | Hier wohnte Heinz Siegbert Dornbusch Jg. 1936 deportiert 1942 Minsk ermordet in Maly Trostinec                                                           | 8. Sep. 2021     | Bild gesucht Die Wikipedia wünscht sich an dieser Stelle ein Bild vom hier behandelten Ort. Weitere Infos zum Motiv findest du vielleicht auf der Diskussionsseite . Falls du dabei helfen möchtest, erklärt die Anleitung , wie das geht. BW                                                        | |
| Sövener Straße 5 (Standort)                                                                                   | Armand Schönenberg        | Hier wohnte Armand Schönenberg Jg. 1892 deportiert 1942 ermordet in Minsk                                                                                | 28. Oktober 2005 | Stolperstein Hennef Sövener Straße 5 Armand Schönenberg | geboren am 3. Dezember 1892 in Geistingen |
| Sövener Straße 5 (Standort)                                                                                   | Eva Schönenberg           | Hier wohnte Eva Schönenberg geb. Carl Jg. 1863 deportiert 1942 Theresienstadt ermordet 7.7.1942                                                          | 2. November 2010 | Stolperstein Hennef Sövener Straße 5 Eva Schönenberg | geboren am 19. Oktober 1862 in Weilerswist Abweichung Geburtsdatum auf dem Stein(1863) zum Eintrag im Bundesarchiv(1862). |
| Sövener Straße 5 (Standort)                                                                                   | Leopold Schönenberg       | Hier wohnte Leopold Schönenberg Jg. 1896 verhaftet 1938 Dachau deportiert 1942 Trostinec ermordet 24.7.1942 Minsk                                        | 2. November 2010 | Stolperstein Hennef Sövener Straße 5 Leopold Schönenberg | geboren am 9. August 1896 in Geistingen |
| Talweg 6 (Standort)                                                                                           | Isaac Isidor Rosenbaum    | Hier wohnte Isaac Isidor Rosenbaum Jg. 1872 1941 Lager Much deportiert 1942 Theresienstadt 1942 ermordet in Treblinka                                    | 8. Sep. 2021     | Bild gesucht Die Wikipedia wünscht sich an dieser Stelle ein Bild vom Ort mit diesen Koordinaten 50.770645 7.269675 . Motiv: Talweg 6: die Stolpersteine für die Familien Rosenbaum und Levy, die Lage und das Haus Falls du dabei helfen möchtest, erklärt die Anleitung , wie das geht. BW         | |
| Talweg 6 (Standort)                                                                                           | Maria Anna Rosenbaum      | Hier wohnte Maria Anna Rosenbaum geb. Sichler Jg. 1874 1941 Lager Much deportiert 1942 Theresienstadt 1942 ermordet in Treblinka                         | 8. Sep. 2021     | Bild gesucht Die Wikipedia wünscht sich an dieser Stelle ein Bild vom hier behandelten Ort. Weitere Infos zum Motiv findest du vielleicht auf der Diskussionsseite . Falls du dabei helfen möchtest, erklärt die Anleitung , wie das geht. BW                                                        | |
| Talweg 6 (Standort)                                                                                           | Friedrich Levy            | Hier wohnte Friedrich Levy Jg. 1898 'Schutzhaft' 1938 Dachau deportiert 1942 Minsk ermordet in Maly Trostinec                                            | 8. Sep. 2021     | Bild gesucht Die Wikipedia wünscht sich an dieser Stelle ein Bild vom hier behandelten Ort. Weitere Infos zum Motiv findest du vielleicht auf der Diskussionsseite . Falls du dabei helfen möchtest, erklärt die Anleitung , wie das geht. BW                                                        | |
| Talweg 6 (Standort)                                                                                           | Selma Levy                | Hier wohnte Selma Levy geb. Schönenberg Jg. 1897 deportiert 1942 Minsk ermordet in Maly Trostinec                                                        | 8. Sep. 2021     | Bild gesucht Die Wikipedia wünscht sich an dieser Stelle ein Bild vom hier behandelten Ort. Weitere Infos zum Motiv findest du vielleicht auf der Diskussionsseite . Falls du dabei helfen möchtest, erklärt die Anleitung , wie das geht. BW                                                        | |